# Религија у Естонији
Естонија, историјски протестантска област, је једна од „најмање религиозних земљама“ у свету са само 14% становништва који религију доживљавају као важни део њиховог свакодневног живота. Од религиозног становништва најзаступљенији су православци и протестанти.
Између два пописа становништва 2001. и 2011. године, правослаље је постало највећа хришћанска религија у земљи претећи први пут у историји лутеранство.

## Историја
Теутонски витезови су у тринаестом веку донели хришћанство у Естонију. Током Протестантске реформације Естонска евангелистичка црква је постала државна религија. Црква је 1925. године одвојена од државе, али се веронаука и даље учила у школама, а свештеници су обучавани на Теолошком факултету у граду Тарту. За време совјетске окупације и анти-хришћанских закона, црква је изгубила две трећине свештенства. Рад са децом, младима, издавачки рад и др. је забрањено, црквена имовина је национализована, а Богословски факултет је био затворен. После распада распада Совјетског Савеза верски закон је укинут.

## Статистика
Према анкети Еуробарометра из 2010. године, 18% грађана Естоније одговорило је да „верују да постоји Бог“, 50% је одговорило да „верују да постоји нека врста духа или животне силе“, а 29% да „не верују да постоји нека врста духа, бога, или животне силе“. Према овом истраживању Естонија је најмање религиозна држава у Европској унији. Истраживање спроведено у периоду 2006-2008. од стране Галупа показало је да је 14% Естонца одговорило потврдно на питање:„Да ли је религија важан део вашег свакодневног живота“ што је најниже од 143 анкетираних држава.
Према најновијој анкети Барометра из 2012. године о религиозности у Европској унији утврђено је да је хришћанство са 45% највећа религија у Естонији. Православци су са 17% највећа хришћанска група, лутерана је 6%, а других хришћана 22%. Као агностици се изјаснило 22%, атеиста је 15%, а исто толико је и неизјашњених.
Мање од трећине становништва себе дефинише као верници. Највише је православаца, и то претежно међу руском мањином и лутерана. Број протестаната се 2014. године процењује да има 180.000 људи. Постоји и мањи број муслимана, протестаната, јевреја и будиста.

## Пописи
Између 2000. и 2011. године, проценат православних хришћана је порастао заједно са повећањем религиозности у Русији, док је број протестаната наставио да пада.
| Религија                    | Попис 2000. | Попис 2000. | Попис 2011. | Попис 2011. |
| Религија                    | Број        | %           | Број        | %           |
| --------------------------- | ----------- | ----------- | ----------- | ----------- |
| Православна црква           | 143.554     | 12,80       | 176.773     | 16,15       |
| Лутеранизам                 | 152.237     | 13,57       | 108.513     | 9,91        |
| Баптисти                    | 6.009       | 0,54        | 4.507       | 0,41        |
| Католичка црква             | 5.745       | 0,51        | 4.501       | 0,41        |
| Јеховини сведоци            | 3.823       | 0,34        | 3.938       | 0,36        |
| Староверци                  | 2.515       | 0,22        | 2.605       | 0,24        |
| Конгрегационалистичка црква | 223         | 0,02        | 2.189       | 0,20        |
|                             | 1.058       | 0,09        | 1,925       | 0.18        |
| Тарауск                     | 1.058       | 0,09        | 1.047       | 0,10        |
| Пентекостализам             | 2.648       | 0,24        | 1.855       | 0,17        |
| Муслимани                   | 1.387       | 0,12        | 1.508       | 0,14        |
| Адвентизам                  | 1.561       | 0,14        | 1.194       | 0,11        |
| Будизам                     | 622         | 0,06        | 1.145       | 0,10        |
| Методизам                   | 1.455       | 0,13        | 1.098       | 0,10        |
| Остале религије             | 4.995       | 0,45        | 8.074       | 0,74        |
| Нису верници                | 450.458     | 40,16       | 592.588     | 54,14       |
| Неопредељени                | 343.292     | 30,61       | 181.104     | 16,55       |
| Укупно1                     | 1.121.582   | 100,00      | 1.094.564   | 100,00      |

1Лица старија од 15 година